# Мізано-Адріатіко
Мізано-Адріатіко (італ. Misano Adriatico) — муніципалітет в Італії, у регіоні Емілія-Романья,  провінція Ріміні.
Мізано-Адріатіко розташоване на відстані близько 240 км на північ від Рима, 125 км на південний схід від Болоньї, 15 км на південний схід від Ріміні.
Населення — 12 910 осіб (2014).
Щорічний фестиваль відбувається 3 лютого. Покровитель — святий Власій.

## Демографія
Населення за роками:

Станом на 1 січня 2023 року в муніципалітеті офіційно проживало 1216 іноземців з 72 країн, серед них 247 громадян країн Євросоюзу та 152 громадяни України.

## Сусідні муніципалітети
- Каттоліка
- Коріано
- Риччоне
- Сан-Клементе
- Сан-Джованні-ін-Мариньяно